# دوموراز
دوموراز (به چکی: Domoraz) یک منطقهٔ مسکونی در جمهوری چک است که در ناحیه کلاتووی واقع شده‌است. دوموراز ۳٫۸۳ کیلومتر مربع مساحت و ۵۱ نفر جمعیت دارد و ۵۱۵ متر بالاتر از سطح دریا واقع شده‌است.